# Сульфониевые соединения
Сульфо́ниевые соедине́ния — сераорганические соединения, которые образуются вследствие реакций алкилирования сульфидов.

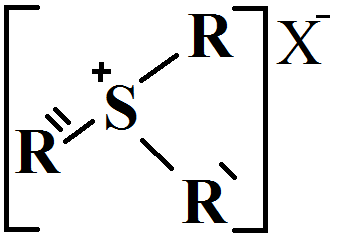
Общая формула

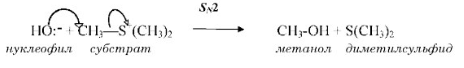
Получение

## Характеристика
Сульфониевые соли (соединения) представляют собой термически неустойчивые, стабильные при н.у. кристаллические вещества, имеющие высокую алкилирующую способность, путём отдачи радикала и возвращения серы в двухвалентное состояние. Именно из-за этого свойства сульфониевые соединения зачастую играют важную роль в живых системах — они являются метаболитами, в частности донорами каких-либо конкретных функциональных групп.

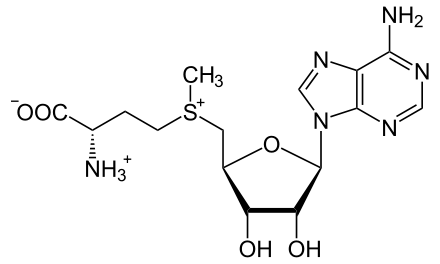
Пример — S-Аденозилметионин

Особенностью сульфониевых соединений является то, что атом серы находится в трёхвалентном состоянии и имеет положительный заряд. Поэтому зачастую они встречаются в виде солей (хлоридов, бромидов, иодидов). Трёхвалентное состояние также обуславливает наличие оптической изомерии в молекулах.
Атомы трёхвалентной серы обладают хиральностью. Электронная структура солей сульфония аналогична структуре третичных аминов, поэтому они должны быть изоэлектронны (иметь одинаковое количество электронов) и иметь свободную электронную пару на центральном атоме. Но отличительной чертой сульфониевых соединений от третичных аминов является то, что
1. они имеют положительный заряд на атоме серы (центральном атоме).
2. молекулы имеют очень устойчивую пространственную структуру, что позволяет разделить (при надобности) смесь оптических изомеров при н.у.

В этих соединениях свободная электронная пара находится на 3s-орбитали, а остальные сигма-связи образуются за счёт 3p-орбиталей, вследствие чего они имеют sp3-гибридизацию, и что является причиной тетраэдрической структуры. Тремя заместителями являются углеводородные радикалы, а четвёртым считается неподелённая электронная пара.